# Pectocarya penicillata
Pectocarya penicillata är en strävbladig växtart som först beskrevs av William Jackson Hooker och Arn., och fick sitt nu gällande namn av A. Dc. Pectocarya penicillata ingår i släktet Pectocarya och familjen strävbladiga växter. Inga underarter finns listade i Catalogue of Life.